# Santo Estêvão (Sabugal)
Santo Estêvão é uma povoação portuguesa do Município do Sabugal que foi sede da extinta Freguesia de Santo Estêvão, freguesia que tinha 23,59 km² de área e 310 habitantes (2011), e, por isso, uma densidade populacional de 13,1 hab/km².
A Freguesia de Santo Estêvão foi extinta (agregada) pela reorganização administrativa de 2012/2013, tendo o seu território sido agregado ao da Freguesia de Moita para criar a União de Freguesias de Santo Estêvão e Moita, da qual é sede.
A freguesia de Santo Estêvão pertenceu ao concelho de Sortelha, extinto por decreto de 24 de Outubro de 1855, passando para o concelho (atual município) do Sabugal.

## População
| População da freguesia de Santo Estêvão | População da freguesia de Santo Estêvão | População da freguesia de Santo Estêvão | População da freguesia de Santo Estêvão | População da freguesia de Santo Estêvão | População da freguesia de Santo Estêvão | População da freguesia de Santo Estêvão | População da freguesia de Santo Estêvão | População da freguesia de Santo Estêvão | População da freguesia de Santo Estêvão | População da freguesia de Santo Estêvão | População da freguesia de Santo Estêvão | População da freguesia de Santo Estêvão | População da freguesia de Santo Estêvão | População da freguesia de Santo Estêvão |
| --------------------------------------- | --------------------------------------- | --------------------------------------- | --------------------------------------- | --------------------------------------- | --------------------------------------- | --------------------------------------- | --------------------------------------- | --------------------------------------- | --------------------------------------- | --------------------------------------- | --------------------------------------- | --------------------------------------- | --------------------------------------- | --------------------------------------- |
| 1864                                    | 1878                                    | 1890                                    | 1900                                    | 1911                                    | 1920                                    | 1930                                    | 1940                                    | 1950                                    | 1960                                    | 1970                                    | 1981                                    | 1991                                    | 2001                                    | 2011                                    |
| 690                                     | 810                                     | 882                                     | 1 007                                   | 1 067                                   | 1 092                                   | 996                                     | 1 343                                   | 1 316                                   | 1 213                                   | 628                                     | 483                                     | 419                                     | 360                                     | 310                                     |

Por idades em 2001 e 2011:	

| 0-14 anos | 23 | 24 |  | 15-24 anos) | 34 | 13 |  | 25-64 anos | 126 | 109 |  | 65 e + anos) | 177 | 164 |

## Património
- Igreja Matriz - igreja toda construída em granito, com pedra de vários tamanhos sendo os portados em pedra talhada e juntas afagadas a cimento; tem um adro muito bonito e torre também em pedra.
- Casa Senhorial - com frente para a estrada, junto à igreja, foi propriedade duma família da nobreza de apelido Teles; tem portão com brasão e um espaçoso jardim.
- Casa dos Cunhas do Sabugal - foi propriedade duma família da nobreza de apelido da Cunha; tem brasão.
- Capela de São Sebastião – serve de casa mortuária.
- Casas Típicas - casas de habitação mais antiga, construídas em pedra (xisto), pouco espaçosas e algumas já abandonadas.
- Fonte do Meio
- Fonte da Moita (romana)
- Fonte da Igreja
- Chafariz das Eiras
- Chafariz da Igreja
- Chafariz da Enxertada
- Património Arqueológico - probabilidade de existência de vestígios arqueológicos na Serra do Mosteiro.

## Festas e romarias
- Procissão do Senhor dos Passos - na Quaresma
- Procissão do Corpo de Deus - em Junho
- Festa de Santo Estêvão  - 1.ª quinzena de Agosto

## Feiras e mercados
- Feira de Março - 15 de Março
- Feira de Setembro - 25 de Setembro
- Mercado - última quinta-feira de cada mês

## Movimentos associativos
- Associação Desportiva e Recreativa Estevojovem
- Liga dos Amigos de Santo Estêvão – A sua principal actividade é o apoio à 3ª Idade, com as valências de Internamento, Centro de Dia e Apoio Domiciliário. Tem sede própria e um recinto para actividades desportivas e culturais para jovens e população em geral.